# هیرومو آراکاوا
هیرومو آراکاوا (荒川 弘، آراکاوا هیرومو، متولد ۸ مه ۱۹۷۳) یک مانگاکای ژاپنی است. او به‌خاطر سریال مانگا کیمیاگر تمام‌فلزی (۲۰۰۱–۲۰۱۰) شناخته شده است که در ژاپن و سطح بین‌المللی بسیار موفق عمل کرد و دو سریال تلویزیونی انیمه هم از روی آن ساخته شده است. او همچنین برای قاشق نقره‌ای (۲۰۱۱–۲۰۱۹) و طراحی مانگا از رمان‌های افسانه قهرمانی ارسلان شناخته شده است.